# تيزكاتليبوكا
تيزكاتليبوكا (بالإنجليزية: Tezcatlipoca)‏ الرب الأزتيكي لليل وكل الأشياء المادية. يحمل مرآة سحرية يخرج منها دخان ويقتل الأعداء، ولذلك سمي «رب المرآة المدخنة» كان رب الشمال. وكرب للعالم والقوى الطبيعية كان عدوا لكوتزيلكوتل Quetzalcoatl الروحاني، وأحيانا يظهر ربّاً غاوياً يحرض الرجال على فعل الشر. ولمعاقبة الشر ومكافأة الخير، كان يختبر عقول الناس بالإغواء، وليس بمحاولة دفعهم إلى الإثم. كما كان رب الجمال والحرب وسيد الأبطال والفتيات الجميلات. أغوى مرة ربة الأزهار زوكيكيتزال Xochiquetzal زوجة الرب زوكيبيلي Xochipilli لأن هذه الربة الجميلة كانت مناسبة له، لكونه رب الحرب الأنيق. ومع ذلك يظهر غالبا كساحر وكشكل متغير وكرب القوى السرية.
[وهو] الملك النهم إلى الدماء البشرية..، الذي كان يقتضي مئات الضحايا البشرية، كي تظل الشمس تشرق على البسيطة.

## معرض صور

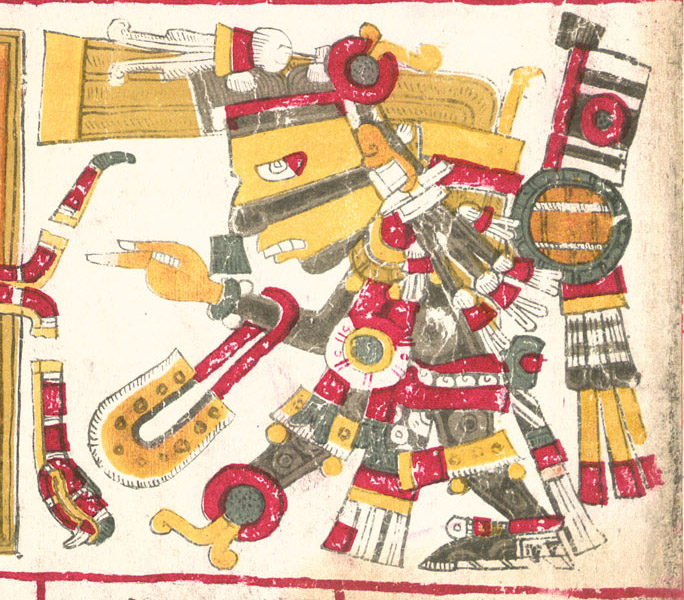
تيزكاتليبوكا
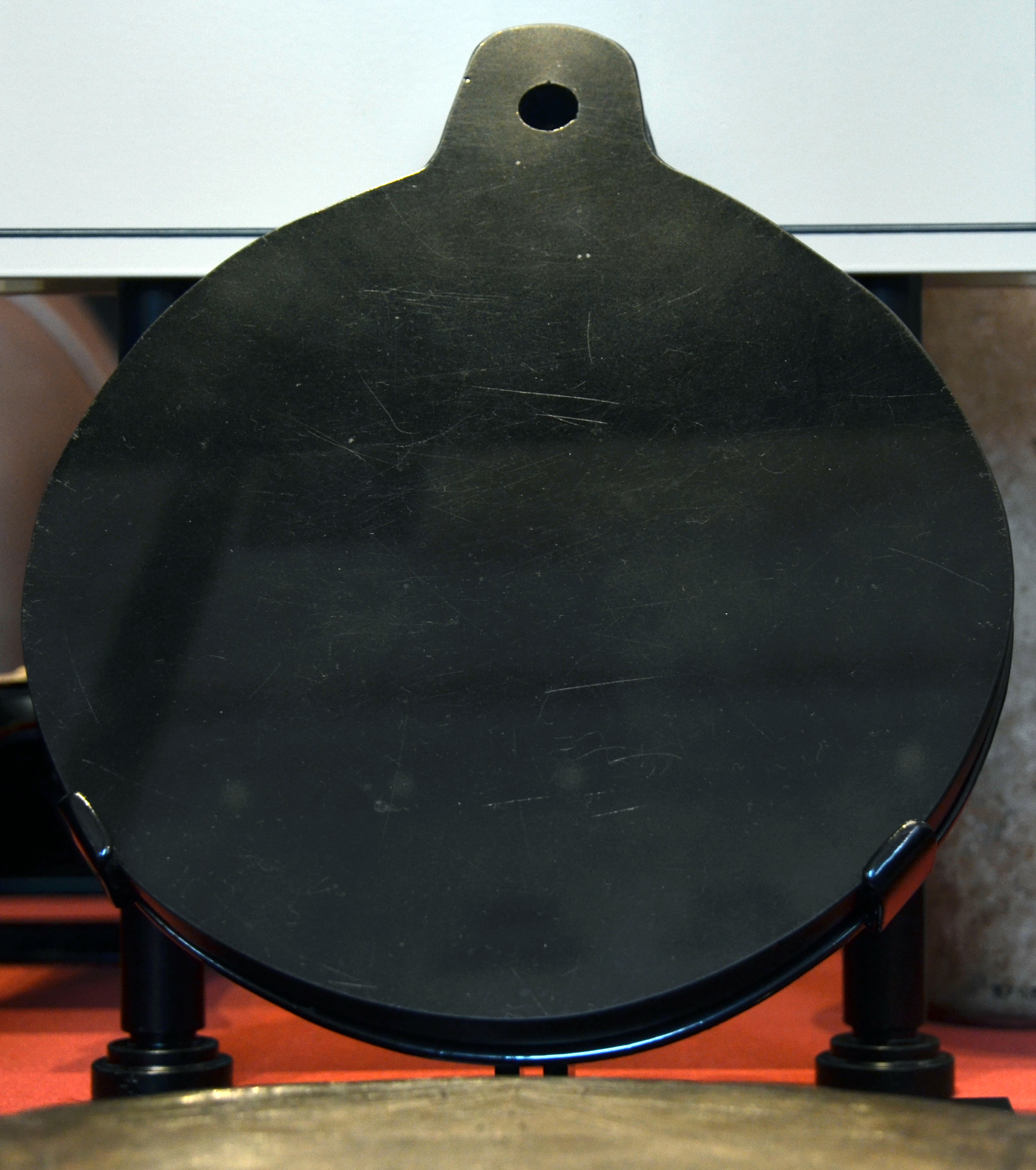
مرآة السبج (هو زجاج بركاني) الأزتيكية
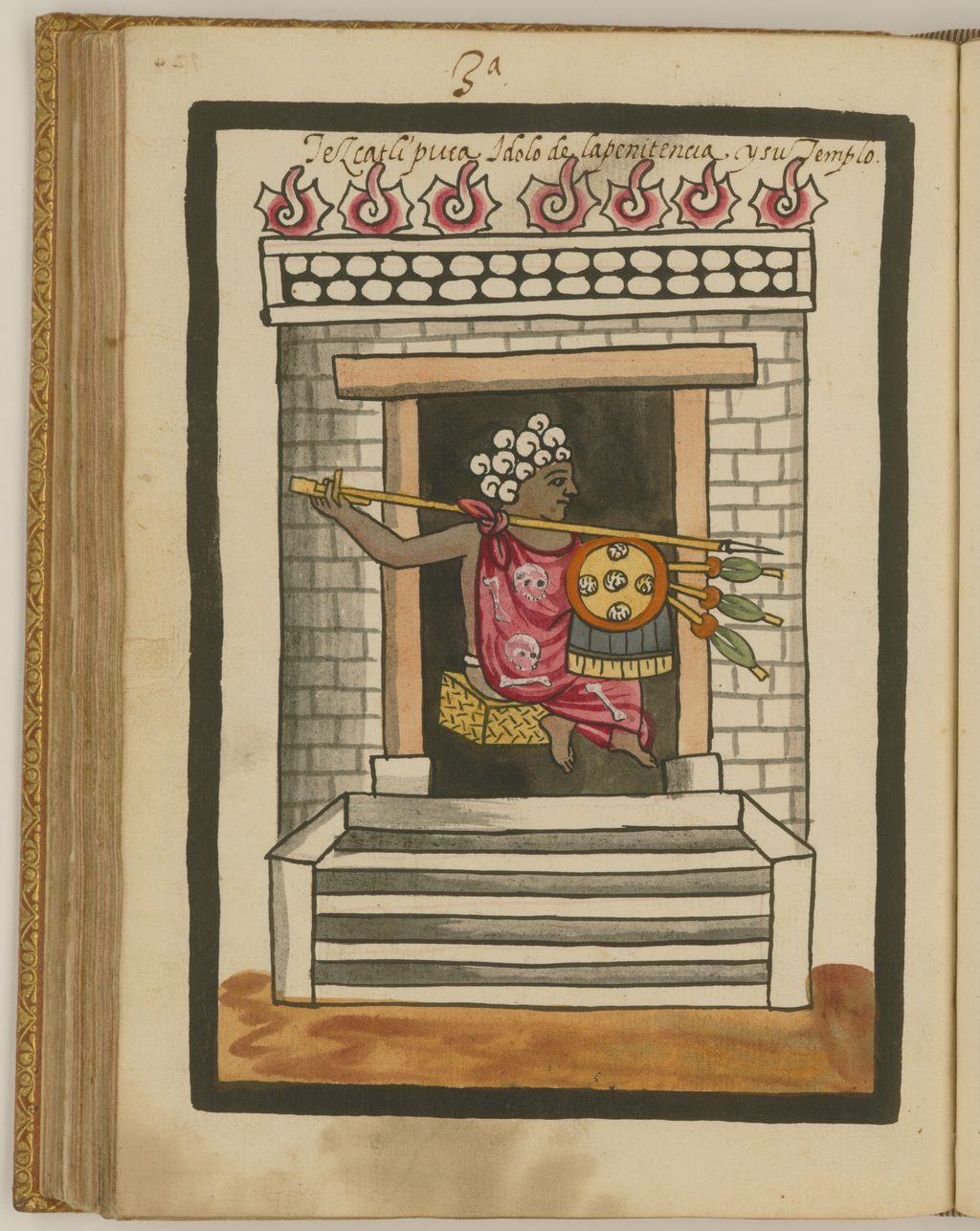
تيزكاتليبوكا في مخطوطة توفار
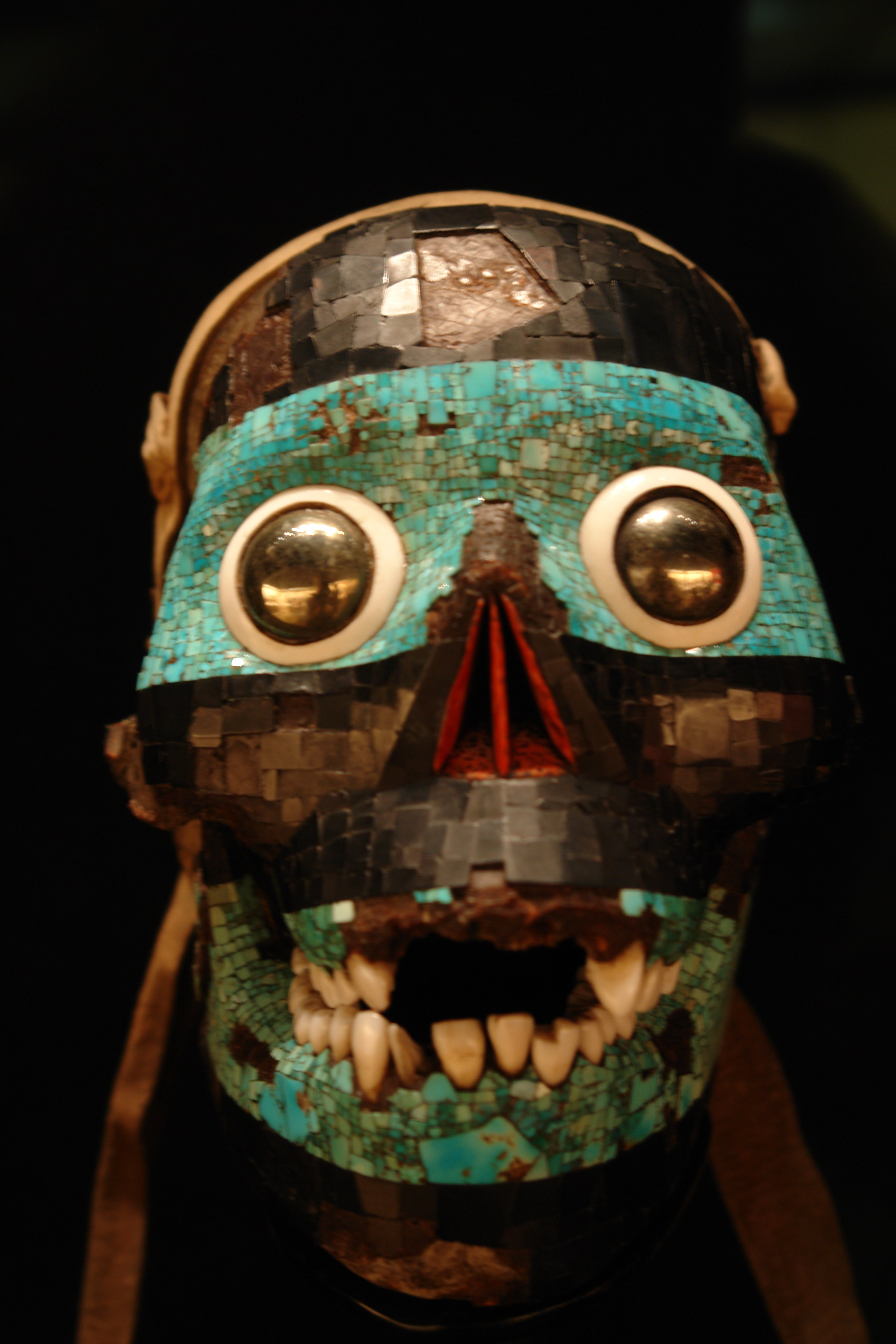
قناع فيروزي يمثل الإله تيزكاتليبوكا من المتحف البريطاني.
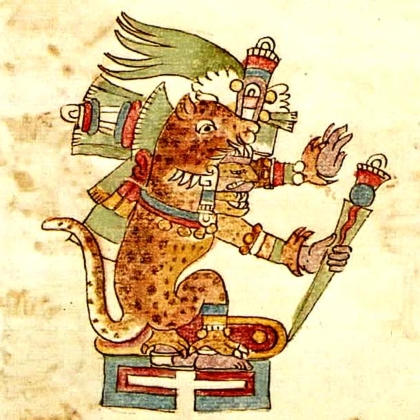
أحد تمثلاته هو الجاكوار